# Marcello Albani
Marcello Albani, né à New York le 3 mai 1905 et mort à São Paulo le 1er janvier 1980, est un réalisateur et producteur de cinéma italien.

## Biographie
Marcello Albani commence à travailler en 1936, en écrivant le scénario du film Amazzoni bianche de Gennaro Righelli.
En 1940, il fait ses débuts comme réalisateur avec le film Il bazar delle idee, suivi par Boccacio (1940), Divieto di sosta (1941), Redenzione (1943) et Le Dernier Rêve (L'ultimo sogno, 1946).
Après la fin de la Seconde Guerre mondiale, sa déclaration d'allégeance au régime fasciste cause sa rupture avec le milieu cinématographique et son activité se limite à la collaboration aux projets de son épouse, Maria Basaglia : en 1953 Sua Altezza ha detto: no! (Son altesse a dit non !) et en 1956 Sangue de zingara (Sang de gitane).
Il passe les dernières années de sa vie en Amérique du Sud et meurt à São Paulo au Brésil en 1980.

## Filmographie

### Comme réalisateur
- 1939 : version italienne du film franco-italien Le Père Lebonnard dont la version française a été réalisée par Jean de Limur
- 1940 : Bocaccio
- 1941 : Il bazar delle idee
- 1942 : Divieto di sosta (it)
- 1943 : Redenzione
- 1946 : Le Dernier Rêve (L'ultimo sogno)

### Comme scénariste
- 1936 : Amazzoni bianche de Gennaro Righelli
- 1953 : Sua altezza ha detto no! de Maria Basaglia
- 1953 : Sangue de zingara de Maria Basaglia